# David Shaber
David Shaber (* 1929 in Cleveland, Ohio; † 4. November 1999 in New York City, New York) war ein US-amerikanischer Drehbuchautor.

## Leben
Shaber wurde in Cleveland geboren und wuchs dort auch auf. Er begann zunächst ein Studium der Medizin an der Case Western Reserve University und arbeitete nebenbei als Ausstatter am örtlichen Theater. Wegen seiner Leidenschaft für das Theater beendete er sein Medizinstudium und wechselte an die Yale School of Drama in New Haven, Connecticut.
Shaber begann bald mit dem Verfassen eigener Drehbücher. Im Laufe seiner Karriere verfasste er über 40 eigene Drehbücher, von denen sechs als Spielfilme umgesetzt wurden. Er fungierte außerdem als Produzent der Broadway-Inszenierung des Theaterstücks A Gift of Time unter der Regie von Garson Kanin, mit Henry Fonda und Olivia de Havilland in den Hauptrollen, sowie der Off-Broadway-Produktion von Noel Cowards Conservation Piece. Daneben verfasste er auch weitere Theaterstücke.
In den 1990er Jahren unterrichtete er Advanced Screenwriting an der Columbia University.
Shaber starb am 4. November 1999 im New Yorker Mount Sinai Hospital in Manhattan an den Folgen eines Aneurysmas im Alter von 70 Jahren. Er hinterließ seine Frau und zwei Töchter; die Tänzerin Remy Shaber und die Musikerin Sam Shaber.

## Filmografie (Auswahl)
- 1963: Channing (Fernsehserie, Story für 1 Episode)
- 1964: Mr. Broadway (Fernsehserie, Story für 1 Episode)
- 1971: So gute Freunde (Such Good Friends, Adaption des Drehbuchs)
- 1979: Die Warriors (The Warriors, Drehbuch)
- 1979: Tödliche Umarmung (Last Embrace, Drehbuch)
- 1980: Deine Lippen, deine Augen (Those Lips, Those Eyes, Drehbuch)
- 1981: Nachtfalken (Nighthawks, Drehbuch)
- 1981: Das Rollover-Komplott (Rollover, Story und Drehbuch)
- 1990: Jagd auf Roter Oktober (The Hunt for Red October, ungenannte Drehbuchmitarbeit)
- 1991: Flug durch die Hölle (Flight of the Intruder, Drehbuch)